# 아메리칸 싸이코 2
아메리칸 싸이코 2(American Psycho II: All American Girl)는 미국에서 제작된 모건 J. 프리먼 감독의 2002년 공포, 코미디, 스릴러 영화로, 2000년 개봉된 아메리칸 사이코의 후속작이다. 밀라 쿠니스 등이 주연으로 출연하였고 어니 바바라쉬 등이 제작에 참여하였다.

## 출연

### 주연
- 밀라 쿠니스
- 제러인트 윈 데이비스
- 윌리암 샤트너
- 로빈 듄

### 조연
- 린디 부스
- 닐 크론
- 보이드 뱅스

## 제작진
- Line PD: 수잔 콜빈
- 미술: 크레이그 라스롭
- 배역: 존 부챈